# Eschwege
Eschwege je město na řece Werra, na severovýchodě Hesenska v Německu, ležící v zemském okrese Werra-Meißner, uprostřed trojúhelníku mezi městy Kassel (52 km), Göttingen (55 km) a Eisenach (40 km).

## Administrativní členění
Centrem města je historické jádro Eschwege, k němuž je připojeno sedm městských částí: Albungen, Eltmannshausen, Niddawitzhausen, Niederdünzebach, Niederhone, Oberdünzebach a Oberhone.

## Historie
Obec s názvem Eskinivvach byla poprvé písemně zmíněna v roce 974 v listině římského císaře Oty II. Název pochází ze starogermánského jazyka a znamená "osadu poblíž jasanů u vody". V merovejské době zde byl založen francký královský dvůr na ostrahu hranice přes brod řeky Werry do Durynska, existující ještě v 10. a 11. století. Odkazuje na něj patron zdejšího kostela, saint-Denis, pařížský biskup a oblíbený světec Merovejců.
Císař Ota II. přenechal zdejší královský dvůr a osadu dědictvím své manželce, císařovně Theofaně (930–961), která vládla až do své smrti jako regentka. Její prostřední dcera, abatyše Žofie, založila kolem roku 1000 na hoře Cyriakusberg ženský klášter sv. Cyriaka, zrušený za reformace v roce 1527 (zůstala z něho jen věž Karlsturm). Roku 1188 získalo Eschwege tržní právo a před rokem 1249 městská práva.
Roku 1264, v důsledku durynsko-hesenské války připadlo Eschwege Hesensku. Hesenský lankrabě Jindřich I. roku 1292 nabídl město Eschwege jako říšské léno králi Adolfu Nassavskému a ihned je i s císařským hradem Boyneburgrm získal zpět jako dědičné říšské léno.
V letech 1385–1386 zde lankrabě Baltazar z Durynska postavil hrad. V roce 1433 město připadlo lankrabatům Filipovi I., Vilémovi IV. a Mořici, kteří hrad rozšířili o palác.
V letech 1632–1655 se Eschwege stalo rezidencí lankraběte Fridricha z Hesse-Eschwege.
Během třicetileté války bylo Eschwege o Velikonocích 9. dubna 1637 vypleněno a z velké části zničeno požáry císařského vojska pod vedením generála Johanna von Götzen. Po roce 1731 přestěhoval Christian von Hesse-Wanfried rezidenci zemského hrabství do Eschwege.
V letech 1946–1949 zde UNRRA zřídila a vedla tábor pro přeživší holocaustu.

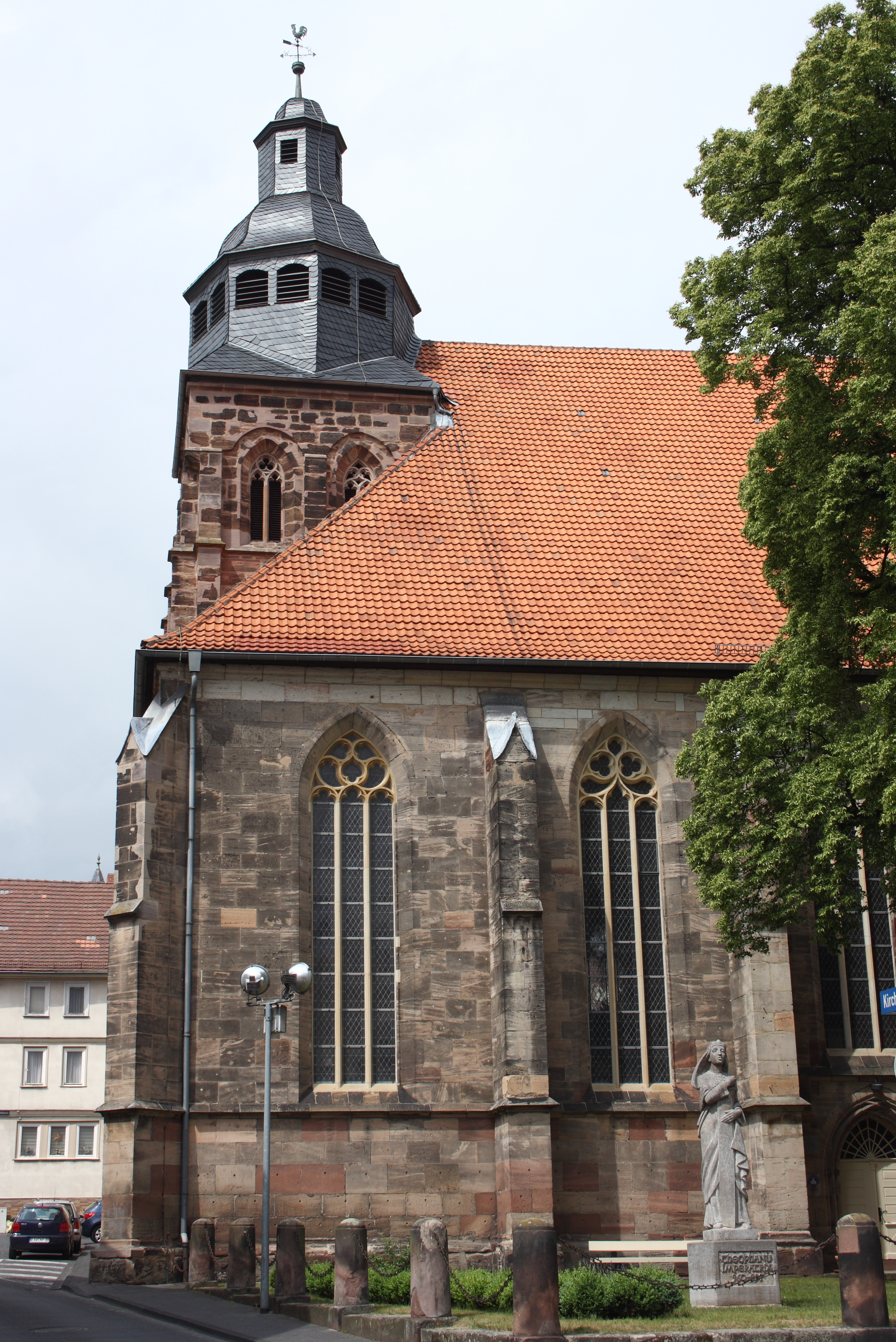
Kostel sv. Diviše

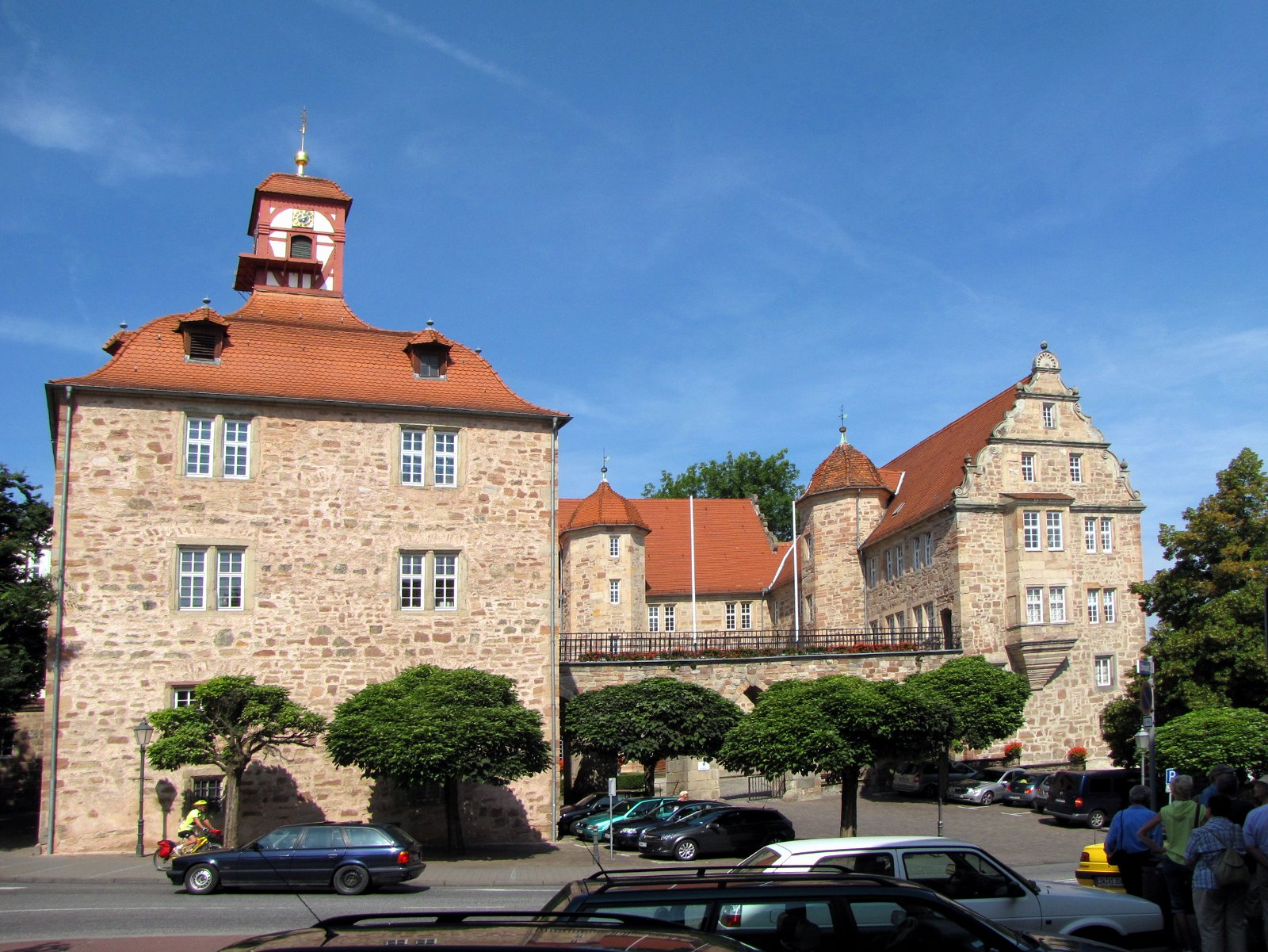
Východní fronta zámku

## Památky
- Zámek Eschwege – renesanční stavba hesenských lankrabat; přestavěna v 19. století, sídlo stejnojmenného rodu; na věži figura trubače, který každou hodinu vyjede a zatroubí.
- Tržní kostel sv. Diviše (Marktkirche St. Dionysi) – evangelický chrám; na místě nejstaršího chrámu, založeného již abaytyší Žofií z Gandersheimu (975–1039), bylo postaveno v 15. století toto gotické halové trojlodí; u příležitosti milénia Žofiiny matky, císařovny Theofano, byla u kostela vztyčena socha Theofany.
- Kostel sv. Alžběty – novorománská trojlodní bazilika z roku 1906
- Bývalá synagoga – z 20. let 20. století
- Stará radnice a další lidové hrázděné stavby
- Městské muzeum

## Slavní rodáci
- August Wilhelm Eichler (1839–1887), německý botanik
- Jan Jiří Hering (1587–1644/1648), pražský malíř raného baroka

### Externí odkazy

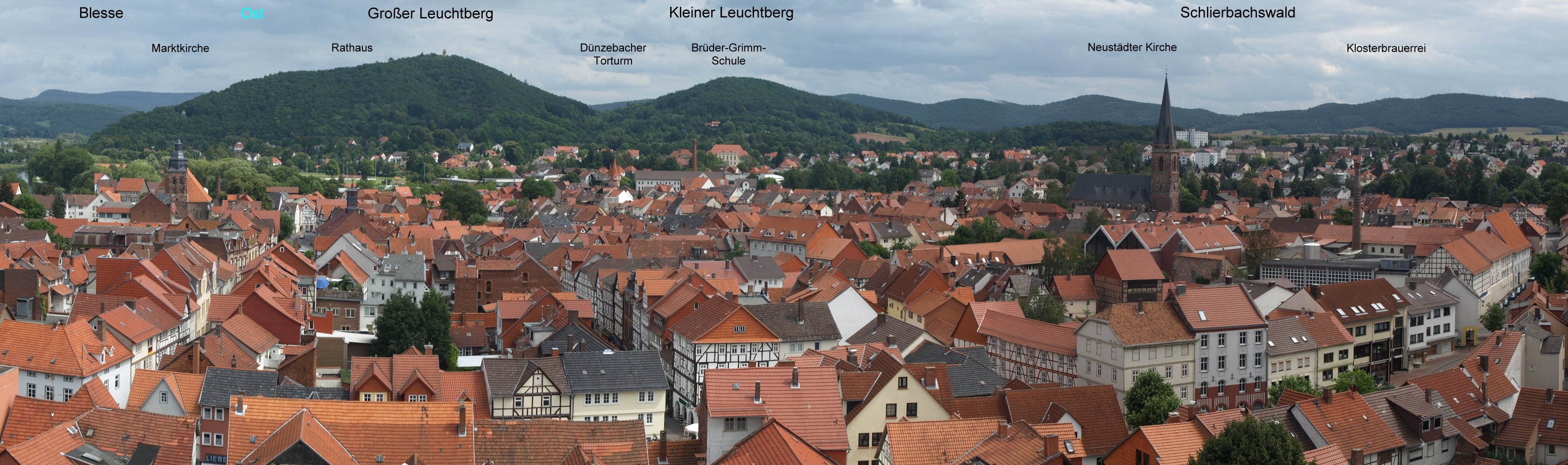
Panorama starého města Eschwege